# Cuberes
Cuberes es un antiguo pueblo y actual despoblado del municipio de Bajo Pallars, en la comarca leridana del Pallars Sobirá.

## Localización

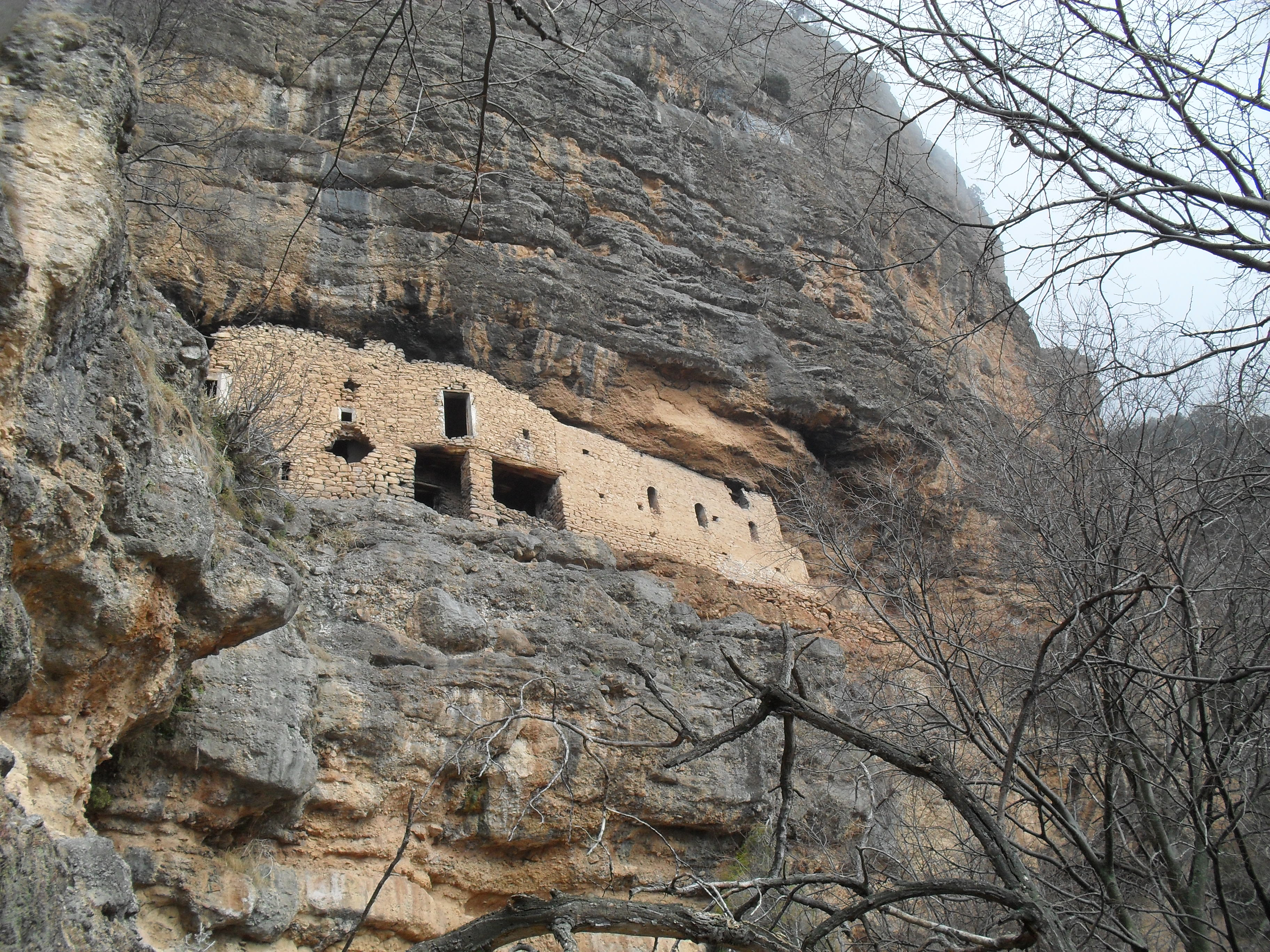
Espluga de Cuberes

Está situado en el extremo E de la Sierra de Cuberes, en su vertiente N, y a 1480 m de altitud. El acceso se realiza a través de la pista forestal que se desvía a la derecha de la carretera a Baén, al poco de pasar el puente sobre el río Noguera Pallaresa, cruzando el barranco del Río Mayor y atravesando más de 20 km de parajes boscosos y solitarios por el vertiente septentrional de la Sierra de Cuberes. Poco antes de llegar al pueblo por esta pista se tiene acceso al refugio de Cuberes o Casa Miró. También se puede acceder a Cuberes por pista desde el pueblo de Taús, en el Alto Urgel.

## Historia
Cuberes ya es nombrado por una donación que hicieron el conde Artal I y su esposa al monasterio de Gerri del castillo de Cuberes y todos sus dominios. Según se cree, el pueblo fue abandonado a principios del siglo XVIII como consecuencia de la Guerra de Sucesión.
Aún son visibles los restos de lo que fue el pueblo, así como del castillo (en lo alto de un risco, dominando el lugar) y de las dos iglesias: Sant Sadurní, románica, entre los restos del castillo y Santa Magdalena, posterior aunque sin data precisa, ya abajo en el pueblo.

## Cuberes en el Madoz
Cuberes aparece citado en el Diccionario geográfico-estadístico-histórico de España y sus posesiones de Ultramar, obra de Pascual Madoz. Por su gran interés documental e histórico, se transcribe a continuación dicho artículo sin abreviaturas y respetando la grafía original.

CUBERES o BORDAS DEL MISMO NOMBRE: 2 cortijos en la provincia de Lérida, partido judicial de Sort, término jurisdiccional de Espluga: se hallan SITUADOS en el centro de la montaña y bosque que lleva el nombre de estos cortijos, en una llanura ó meseta que forma la montaña entre norte y sur: le combaten los vientos de norte y este, y el CLIMA aunque excesivamente frío a causa de las nieves y la elevación del terreno, es bastante saludable. Hay junto a las casas una hermosa fuente llamada la Tosca, de aguas ferruginosas, y otras varias naturales de buena calidad. Se asegura que antiguamente existió un pueblo que se llamó Cuberas, del cual se conservan todavía algunos vestigios; y la tradición cuenta que fue destruido durante la guerra de sucesión: el TERRENO es de inferior calidad hallándose un hermoso bosque de pinos de excelente madera de construcción, acaso el 
mejor conservado de todos los del partido. CAMINOS: conducen a Salduga y Gerri, y son malísimos. PRODUCTOS:  centeno y patatas; ganado lanar y vacuno, y caza de perdices, liebres y otros animales dañinos. Estos cortijos por lo común están inhabitados todo el año excepto en tiempo de la recolección. POBLACIÓN, RIQUEZA y CONTRIBUCIÓN: Espluga y Salduga. (Véase)

## Espluga de Cuberes
Se presenta como un pueblo cavernícola, por estar inmerso en las cuevas de una concavidad montañosa, frente a un precipicio situado sobre el barranco del infierno, los restos de la iglesia de Santa Coloma de la Espluga junto a los de dos edificaciones más, es lo que queda en pie de este curioso pueblo.
Espluga de cuberes mencionado en 1173, cuando fue nominado como por el conde Artau II, Pascual Madoz en su diccionario geográfico y estadístico de 1850, Solo existían 6 casas y que los niños acudían a la escuela y tendrían que pasar por un mal estado, la correspondencia también llegaba desde Gerri dos o más veces a la semana. Entre otros sitios podemos ver la ermita que es dedicada a la bendecida señora de Esplá, era tan increíble el estilo de vida de esta gente que vivían tan abruptos que les brindaba tener una estrecha relación con la naturaleza y su entorno. 